# Derveni (Arcadia)
Derveni  este un oraș în Grecia în Prefectura Arcadia.